# Khea
Ivo Alfredo Thomas (Buenos Aires, 13 d'agost de 2000), més conegut pel seu nom artístic Khea, és un cantant argentí del gènere trap que ha col·laborat en cançons amb Bad Bunny, Cazzu, Duki, entre d'altres.
Khea és un dels artistes més aclamats en el gènere del trap argentí. En molt poc temps Khea s'ha convertit en un dels trappers més importants del trap argentí. Va començar com molts altres joves de l'Argentina, forjant la seva carrera als carrers, creixent per donar-se una identitat musical. Les seves cançons més populars són: Loca (amb Duki i Cazzu), She don't give a FO' (Amb Duki), Vete, Como le digo, Hitboy (amb Duki), Tengo 30 (amb Duki, Tali Goya, Neo Pistea i Cazzu)...

## Biografia
Des de molt jove va desenvolupar el seu gust per la música, per tant, va decidir dedicar-se com a cantant. Va estar en una relacion amb Julieta Cazzuchelli més coneguda com a Cazzu i actualment està en una relació amb la cantant Nicki Nicole. Els primers passos de Khea en la indústria musical va ser la participació en diversos festivals de música i va realitzar petits treballs a manera freestyle que ho van conduir a anar-se endinsant cada vegada en aquesta faceta en ple desenvolupament. Abans d'haver complert els divuit anys, Khea ja realitzava les seves primeres composicions.
Després de participar en algunes batalles de rap a les places de Buenos Aires, es va unir a Mueva Records. El video musical "Loca", 
en col·laboració amb Cazzu i Duki obtenint 382 milions de visites en la plataforma de YouTube, sent aquest el video més vist a l'Argentina, més tard va llançar un remix de la cançó Loca amb l'artista urbà Bad Bunny obtenint més de 100 milions de visites en YouTube.
Al maig de 2019 va aconseguir la xifra de 14 milions d'oïdors mensuals en Spotify posicionant-se en el 180 més escoltat del món.

## Senzills
- «B.U.H.O» (2017)
- «Millonario» (2017)
- «A lo Haloween» (2017)
- «She Don´t Give a fo» (2017)
- «Loca» (2017)
- «Muevelo Mami» (2017)
- «Vete» (2017)
- «Pa' Saber amar» (2017)
- «Loca (Remix)» (2018)
- «Como le digo» (2018)
- «Mi cubana (Remix)» (2018)
- «Ave María» (2018)
- «Calentita» (2018)
- «M.I.A» (2018)
- «S.A.D» (2018)
- «Lumbre» (2018)
- «RedTube (Remix)» (2018)
- «Otra botella» (2018)
- «Me usaste» (2018)
- «Realidad» (2018)
- «Pa tu casa» (2018)
- «Empresario» (2018)
- «Cupido (Remix)» (2018)
- «Se motiva» (2018)
- «Screenshot» (2018)
- «Loco» (2019)
- «No lo entiendo» (2019)
- «Makina de armado (2019)
- «Pal mi» (2019)
- «Buenos Aires» (2019)
- «Tumbando El Club (Remix)» (2019)
- «Sola» (2019)
- «Hitboy» (2019)
- «Tengo 30 ft. Duki, Tali Goya, Neo Pistéa i Cazzu» (2019)
- «Nivel (amb Lluito SSJ» (2019)
- Ánimo (amb Duki, Midel) (2019)